# Kila
Kila ili hernija (lat. hernia) je naziv za protruziju organa ili fascije organa kroz stijenku šupljine u kojoj se nalazi. Do nastanka hernije najčešće dolazi zbog povećanja pritiska unutar šupljine ili zbog slabljenja stijenki koje čine šupljinu. Kod čovjeka najviše primjera hernija ili kila ima u trbušnoj šupljini. Osim trbušne šupljine do hernije može doći i npr. kralježnici protruzijom dijelova intervertebralnih diskova, kao i u lubanju gdje povećanjem intrakranijalnog tlaka dolazi do hernijacije dijelova mozga u foramen magnum. 
U trbušnoj šupljini možemo razlikovati po lokalizaciji npr.:
- hernia femoralis
- hernia inguinalis
- hernia umbilicalis
- hernia incisionalis (kila nakon operativnog reza)
- hernia epigastrica
- hernia lumbalis
- hernia hiatalis
- Spigelianova kila

|  | Molimo pročitajte upozorenje o korištenju medicinskih informacija. Ne provodite liječenje bez savjetovanja s liječnikom! |